# Evecliptopera decurrens
Evecliptopera decurrens är en fjärilsart som beskrevs av Moore 1888. Evecliptopera decurrens ingår i släktet Evecliptopera och familjen mätare. Inga underarter finns listade i Catalogue of Life.